# 3176 Паоліккі
3176 Паоліккі (3176 Paolicchi) — астероїд головного поясу, відкритий 13 листопада 1980 року.
Тіссеранів параметр щодо Юпітера — 3,222.